# IEEE 1394

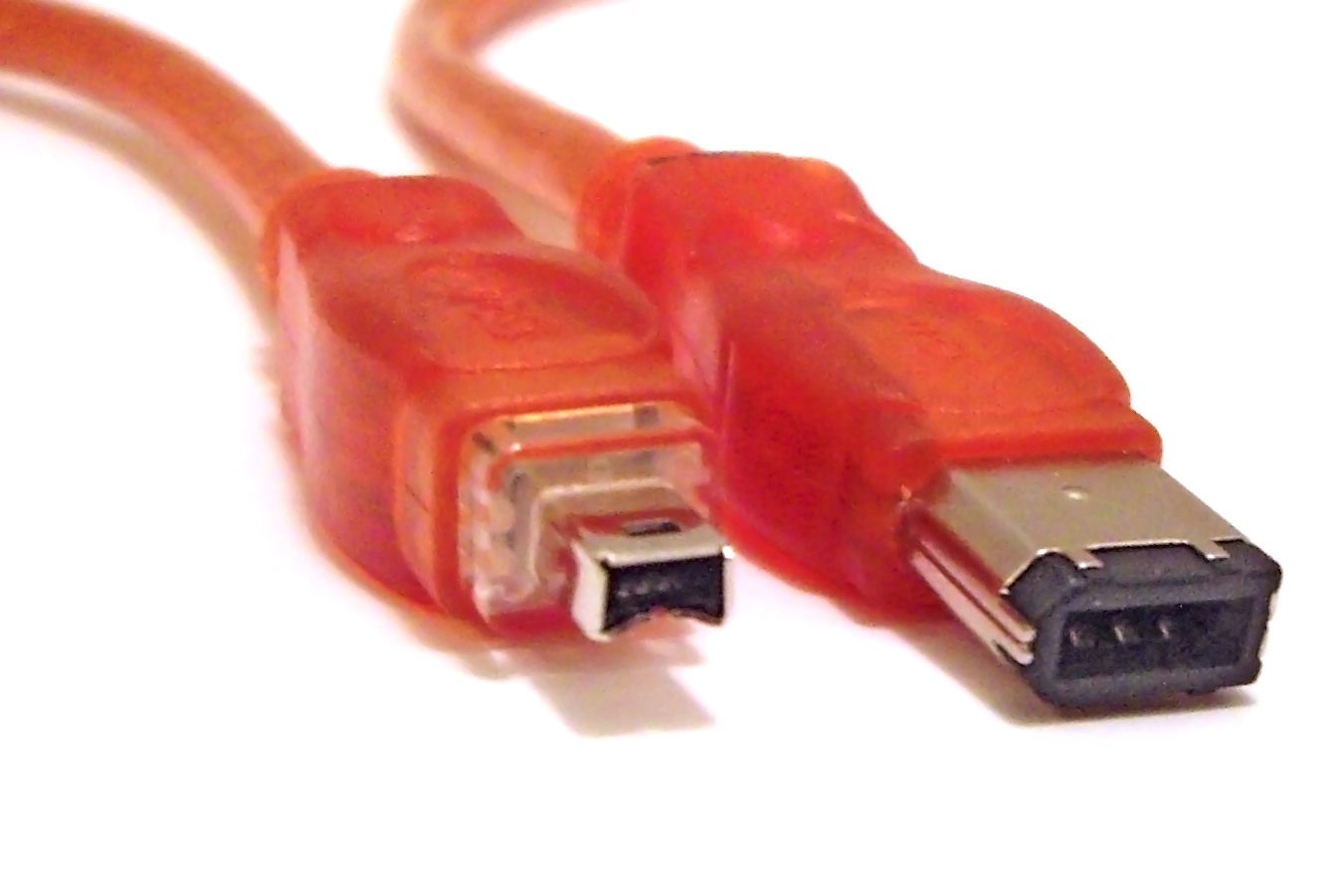
4핀 (왼쪽), 6핀 (오른쪽).
파이어와이어 400 알파 단자

6핀, 4핀 IEEE 1394 단자

IEEE 1394는 미국의 애플이 제창하고 소니 및 파나소닉 등 여러 회사와 협력하여 개발한 개인용 컴퓨터 및 디지털 오디오, 디지털 비디오용 시리얼 버스 인터페이스 표준 규격이다. IEEE 1394라는 명칭 외에 파이어와이어(FireWire, 애플), 아이링크(i.Link, 소니), 링스(Lynx, 텍사스 인스트루먼트)같은 브랜드명으로도 불린다. IEEE 1394는 데이터의 고속 전송과 등시성 실시간 데이터 서비스를 지원한다. IEEE 1394는 낮은 단가와, 간단하고 융통성 있는 케이블 시스템 덕에 병렬 SCSI를 대체하였다.

## 역사
파이어와이어는 IEEE 1394의 고속 직렬 버스를 부르는 애플의 이름이다. 애플이 1986년에 시작하였고, IEEE P1394 워킹 그룹에 의해 개발되었으며 상당 부분 애플의 기여로 이루어졌지만 텍사스 인스트루먼츠, 소니, 디지털 이큅먼트 코퍼레이션(DEC), IBM, INMOS/SGS 톰슨(현: ST마이크로일렉트로닉스)도 참여하였다.

## 특징
특징은 다음과 같다.
- 디지털 인터페이스의 표준: 반복적인 디지털 대 아날로그의 변환에 따라 발생하는 지속적인 신호의 감쇠를 처리
- 빠르고 용이한 전환 : SCSI와 달리 장치의 설치와 제거가 컴퓨터 구동 중에도 용이
- 사용의 편리성 : 케이블 장착만으로 플러그 앤 플레이를 통해 장치와 컴퓨터와 연결, 빠른 속도 등이다.
- IEEE 1394의 규격은 파이어와이어 400과, 800이 있는데 각각 약 100/200/400Mbps, 800Mbps의 전송 속도를 지원한다. 두 규격은 모두 핫 플러깅을 지원한다.
- IEEE 1394의 두 형태는 6Pin(전기공급:2Pin, 데이터전송:4Pin)과 4Pin(데이터전송:4pin)으로 구성되어 있다.

## 표준화된 버전
- 파이어와이어 400 (IEEE 1394-1995)
- 강화 (IEEE 1394a-2000)
- 파이어와이어 800 (IEEE 1394b-2002)
  - 파이어와이어 S1600 and S3200
- 파이어와이어 S800T (IEEE 1394c-2006)

## 운영 체제 지원
IEEE 1394a, 1394b의 완전한 지원은 마이크로소프트 윈도우, FreeBSD, 리눅스, 애플 맥 OS 8.6~맥 OS 9.x, 맥 OS X, 넷BSD, 하이쿠에서 적용된다.
윈도우 XP의 경우 서비스 팩 2에서 1394 장치의 성능 저하 버그가 발생하였으나, 핫픽스 885222를 적용하거나 서비스 팩 3를 설치함으로써 해결할 수 있다. 윈도우 비스타의 경우 1394a만을 지원하며 1394b의 경우 차기 서비스팩에서 지원될 예정이었으나 서비스 팩 1에서도 1394b 지원에 대해서는 공식 문서화되지 않았다. 윈도 7에서는 1394 버스 드라이버가 다시 기록됨으로써 더 빠른 속도와 대안의 미디어 지원을 제공한다.
리눅스의 경우 libraw1394 라이브러리를 통해 사용자 공간과 IEEE 1394 버스 간 직접 통신을 제공한다. 이어, 새로운 커널 드라이버 스택인 주주(JuJu)가 개발되었다.

## 같이 보기
- USB
- mLAN